# Svartåtjärnen
Svartåtjärnen är en sjö i Sundsvalls kommun i Medelpad och ingår i Indalsälvens huvudavrinningsområde. Sjön har en area på 0,0416 kvadratkilometer och ligger 296,8 meter över havet. Sjön avvattnas av vattendraget Vallsjöån.

## Delavrinningsområde
Svartåtjärnen ingår i det delavrinningsområde (695771-155764) som SMHI kallar för Inloppet i Lill-Vallsjön. Medelhöjden är 332 meter över havet och ytan är 11,38 kvadratkilometer. Det finns inga avrinningsområden uppströms utan avrinningsområdet är högsta punkten. Vallsjöån som avvattnar avrinningsområdet har biflödesordning 3, vilket innebär att vattnet flödar genom totalt 3 vattendrag innan det når havet efter 74 kilometer. Avrinningsområdet består mestadels av skog (93 procent). Avrinningsområdet har 0,14 kvadratkilometer vattenytor vilket ger det en sjöprocent på 1,3 procent.